# الجريمة في كندا
بشكل عام، هناك معدل منخفض للجريمة في كندا. بموجب الدستور الكندي، تناط سلطة وضع القانون الجنائي وقواعد التحقيق في البرلمان الفيدرالي. تشترك المقاطعات في المسؤولية عن إنفاذ القانون (على الرغم من أن الشرطة الإقليمية في العديد من الولايات القضائية يتم التعاقد عليها مع شرطة الخيالة الكندية الملكية الفيدرالية)، وبينما تُعيّن سلطة مقاضاة الجرائم الجنائية إلى الحكومة الفيدرالية، تُفوّض مسؤولية الملاحقات القضائية إلى المقاطعات لمعظم أنواع الجرائم الجنائية. القوانين والمبادئ التوجيهية لإصدار الأحكام موحدة في جميع أنحاء البلاد، لكن يختلف مستوى تنفيذها بحسب المقاطعة.
وفقًا لآخر تقرير صادر عن هيئة الإحصاء الكندية، فإن الجريمة الإجمالية في كندا آخذة في الانخفاض بشكل مطرد منذ أواخر التسعينيات وفقًا لمؤشر خطورة الجريمة (CSI) ومؤشر خطورة الجرائم العنيفة (VCSI)، مع ارتفاع أحدث منذ أكبر انخفاض مسجل عام 2014. شهد كلا المقياسين للجريمة انخفاضًا بنسبة 8 إلى 10 في المئة بين عامي 2010 و2018. وقد انخفضت جرائم العنف، وتحديدًا جرائم القتل، في كندا منذ ذروتها في عام 1975 بأكثر من 40%، ما جعل كندا في المرتبة 79 في العالم من حيث معدل جرائم القتل، أسوأ بكثير من أستراليا وإنجلترا وأيرلندا، ولكن يمكن مقارنتها ببلجيكا أسوأ قليلًا وقريبة نسبيًا من البلدان الأوروبية الأفقر، لكنها مرتبطة أولًا في الأمريكتين مع تشيلي (معدلات جرائم القتل أقل 2.7 مرة من الولايات المتحدة). تشمل الجرائم الحالية المتزايدة الجرائم المتعلقة بالمخدرات والاحتيال والاعتداء الجنسي والسرقة، مع زيادة الاحتيال بنسبة 46% بين عامي 2008 و2018.

## البيانات الإحصائية في كندا
سُجلت معدلات الجريمة في كندا عند 5334 حادثة لكل 100 ألف نسمة مع جرائم عنيفة في 1098 حادثة وجرائم الممتلكات في 3245 حادثة (لكل 100 ألف). كانت المقاطعة أو الإقليم الذي يوجد به أدنى معدل جريمة في عام 2017 هو كيبيك بـ 3359 حادثة لكل 100 ألف متبوعة بأونتاريو بـ 3804 حادثة لكل 100 ألف. كانت المقاطعة أو الإقليم الذي يوجد به أعلى معدل جريمة لعام 2017 هو نونافوت بـ 34948 حادثة لكل 100 ألف. انخفض إجمالي الجريمة بنسبة 23% بين عامي 2007 و2017، حيث شهدت جميع المقاطعات انخفاضًا في الجريمة (يصل إلى 34%) باستثناء يوكون التي لم تشهد انخفاضًا، ونونافوت التي شهدت زيادة. كانت جرائم العنف في أدنى مستوياتها في جزيرة الأمير إدوارد تليها أونتاريو وكيبيك. المناطق الشمالية الثلاثة لديها معدلات جريمة أعلى للفرد من أي مقاطعة.
معدل جرائم القتل للفرد في كندا (لكل 100 ألف) آخذ في الانخفاض منذ أن بلغ ذروته في السبعينيات. بعد انخفاض معدل جرائم القتل في كندا إلى 1.44 حالة قتل لكل 100 ألف نسمة في عام 2013، ارتفع مرة أخرى. في عام 2015، ارتفع المعدل إلى 1.68 لكل 100 ألف شخص، مسجلًا ارتفاعًا من 1.47 في العام السابق. وفقًا لبيانات هيئة الإحصاء الكندية لعام 2016، أبلغت الشرطة عن 611 جريمة قتل في جميع أنحاء كندا في عام 2016، بمعدل 1.68 لكل 100 ألف شخص. قالت هيئة الإحصاء الكندية إن معدل جرائم القتل الوطني في كندا في عام 2017 كان الأعلى منذ عقد من الزمن، بسبب تصاعد العنف المرتبط بالعصابات وإطلاق النار. وقالت الوكالة إنه سُجلت 660 حالة قتل في كندا العام الماضي. لم يقتصر الأمر على زيادة ما يقرب من ثمانية في المائة عن عام 2016، بل أدى أيضًا إلى ارتفاع معدل جرائم القتل إلى 1.8 ضحية لكل 100 ألف شخص، وهو أعلى معدل منذ عام 2009. وقالت الوكالة أيضًا إن معدلات الجرائم الخطيرة الأخرى، بما في ذلك الشروع في القتل، والجرائم الجنسية وارتفعت معدلات الاعتداء والسرقة والاعتداء المشدد العام الماضي، وكذلك استخدام الأسلحة النارية في جرائم العنف.
أفادت الشرطة أن العنف الإجرامي يُعتقد أنه يمثل عددًا أقل من معدلات العنف الفعلية. وهكذا، كل خمس سنوات تقريبًا، تجري هيئة الإحصاء الكندية مسحًا للإيذاء في كندا. أجري آخر مسح اجتماعي عام في عام 2004، إذ جرى التواصل بـ 24000 شخص عبر الهاتف: سُجلت 106 حوادث عنف لكل 1000 استُطلِعت آرائهم، وهو أقل بقليل مما كان عليه في عام 1999 عندما كان 111 لكل 1000 شخص استُطلِعت آرائهم. في عام 2007، انخفض عدد جرائم القتل إلى 594، أي أقل بمقدار 12 عن العام السابق. ثلث جرائم القتل في عام 2007 كانت عمليات طعن وثلث آخر بسلاح ناري. في عام 2007، كان هناك 190 حادثة طعن و188 حادثة إطلاق نار. استُخدمت المسدسات في ثلثي جميع جرائم القتل بالأسلحة النارية. اتُّهم 74 شابًا بالقتل، بانخفاض 11 عن العام السابق. حوالي أربعة وثمانين بالمئة من جرائم القتل ارتكبها شخص معروف للضحية. يُرجح أن يُقتل ضحايا القتل من الذكور على يد أحد معارفهم، أو على يد شخص معروف لهم من خلال علاقة إجرامية، أو على يد شخص غريب. وتعرضت النساء ضحايا القتل في أغلب الأحيان للقتل على يد شريك حميم حالي أو سابق، أو فرد آخر من أفراد الأسرة. كانت المقاطعة ذات أعلى معدل جريمة هي مانيتوبا بينما حدثت أدنى معدلات الجريمة في جزيرة الأمير إدوارد ونيوفاوندلاند ولابرادور.
أفادت الشرطة أن عدد جرائم الكراهية في كندا انخفض إلى 1798 في عام 2018 مقارنة بـ 2073 في عام 2017 وفقًا لمسح الإبلاغ عن الجرائم الموحدة. ومع ذلك، لا يزال الرقم أعلى من السنوات السابقة حيث كان هناك 1409 في عام 2016 و1362 في عام 2015 و1295 في عام 2014. ما يزال الدين هو الدافع الرئيسي والسبب وراء جرائم الكراهية (37%) في كندا وفقًا للمسح الذي أجري من قبل المركز الكندي لإحصاءات العدالة.

## إحصاءات الجريمة حسب المقاطعة والإقليم
تختلف إحصاءات الجرائم اختلافًا كبيرًا في أنحاء مختلفة من كندا. بشكل عام، المقاطعات الشرقية لديها أدنى معدلات جرائم العنف بينما المقاطعات الغربية لديها معدلات أعلى والأقاليم أعلى من ذلك. من بين المقاطعات، توجد أعلى معدلات جرائم العنف في مانيتوبا وساسكاتشوان. يوضح الرسم البياني أدناه أيضًا أن ساسكاتشوان لديها أعلى معدل اعتداء إقليمي، وأن مانيتوبا لديها أعلى معدل للاعتداء الجنسي على مستوى المقاطعة، ومعدل السرقة والقتل في أي مقاطعة كندية. في كثير من الحالات، تكون معدلات الجريمة في يوكون والأقاليم الشمالية الغربية ونونافوت هي الأعلى في البلاد ويمكن أن تصل إلى عشرة أضعاف المعدل الوطني.